# Jerusalén (Cundinamarca)
Jerusalén es un municipio colombiano del departamento de Cundinamarca, ubicado en la Provincia del Alto Magdalena, a 130 km al suroccidente de Bogotá. Es conocido como el primer municipio ecosostenible y digital de Cundinamarca.

## Toponimia

### Origen lingüístico[4]
- Familia lingüística: Afroasiática
- Lengua: Hebreo

### Significado
La palabra jerusalén se origina en la voz hebrea ieroushalaim-ieroushalem que significa "visión de paz" y de urusalim, que significa "ciudad de paz". De urusalim hicieron los griegos y latinos hyerosolyma y jerusalem, la ciudad santa, fundada en Asia por el sacerdote Melquisedech. La palabra urusalim presenta los siguientes elementos significativos: uru "ciudad", salim "paz".

### Origen / Motivación
El nombre Jerusalén fue dado en honor a la ciudad de Jerusalén, una de las ciudaes más antiguas del mundo, situada en el Oriente Próximo de Asia occidental.

## Historia
El poblado se formó hacia 1865 en la antigua hacienda Casasviejas, que quedaba en la ruta que los conquistadores siguieron de Tocaima a Guataquí. Por ley del 12 de agosto de 1868 se erigió la aldea de Casasviejas en jurisdicción del Distrito de Guataquí, con la denominación de Jerusalén, y se definieron sus límites.
Desde el año 2016, la Secretaría de las TIC (Tecnologías de la Información y las Comunicaciones) de Cundinamarca, la Corporación Autónoma Regional de Cundinamarca (CAR) y la alcaldía municipal empezaron a implementar políticas eco sostenibles y digitales, aprovechando características físicas como la abundante luz solar, los vientos y las precipitaciones, que permitieron la experimentación con nuevas tecnologías energéticas.

## Geografía

### Límites
| Noroeste: Beltrán  | Norte: Pulí           | Nordeste: Quipile Anapoima y Apulo |
| Oeste: Guataquí    |                       | Este: Tocaima                      |
| Suroeste: Guataquí | Sur: Nariño y Tocaima | Sureste: Tocaima                   |

## Turismo
- Alcaldía Municipal
- Alto de La Cruz
- Alto Tapulo
- Cerro El Gusano
- Cerro La Aguda
- Cerro Montealegre
- Cerro Volador
- La Cuchilla Cotoma
- Hacienda Andorra
- Hacienda casasvieja
- Río Seco
- Quebrada el Tabaco
- Aguas Azufradas del Alto de Limba
- Alto de La Cruz

## Ferias y fiestas
- Semana Santa en vivo
- Semana cultural (9 al 12 de agosto)
- Aniversario del municipio (12 de agosto)
- Día de Velitas (7 de diciembre)
- Festival del retorno y la cultura (7, 8, 9 de enero)
- Celebración de la fiesta de la Virgen del Carmen Vereda Alto del Trigo (16 de julio)

## Movilidad
A Jerusalén se accede desde Soacha (Autopista Sur) por la Ruta Nacional 40 en cercanías a la conurbación Flandes-Girardot por intersección con la Ruta Nacional 45 pasando por el vecino municipio de Nariño de sur a norte, siguiendo el río Magdalena por Guataquí hacia el este. Desde Tocaima se llega también por la vía llega desde Soacha desde Canoas por Avenida Indumil pasando por Tena.

## Servicios públicos
- Energía Eléctrica: Enel, es la empresa prestadora del servicio de energía eléctrica.
- Gas Natural: Alcanos de Colombia es la empresa distribuidora y comercializadora de gas natural en el municipio.